# Monastero di San Vicente
San Vicente di Oviedo è un monastero di Oviedo, Spagna. 

## Storia
Fondato nel 761, è registrato da un documento noto come Pacto monástico de Oviedo, risalente al 25 novembre 781 ed è considerato il più antico documento della monarchia del regno delle Asturie, sebbene vi siano dei dubbi sulla veridicità di questo documento, poiché il monastero, chiamato anche Antealtares nel medioevo, non si trova menzione fino al 969. Del documento una copia fu fatta nel XII secolo. Secondo questo documento del 781, vent'anni prima il monaco Massimo, con i suoi servi, e Fromestano fondarono una chiesa in locum quod dicunt Oveto (nel luogo chiamato Oveto), che doveva diventare la città di Oviedo. Fromestano e Massimo sono considerati i fondatori della chiesa e della città.

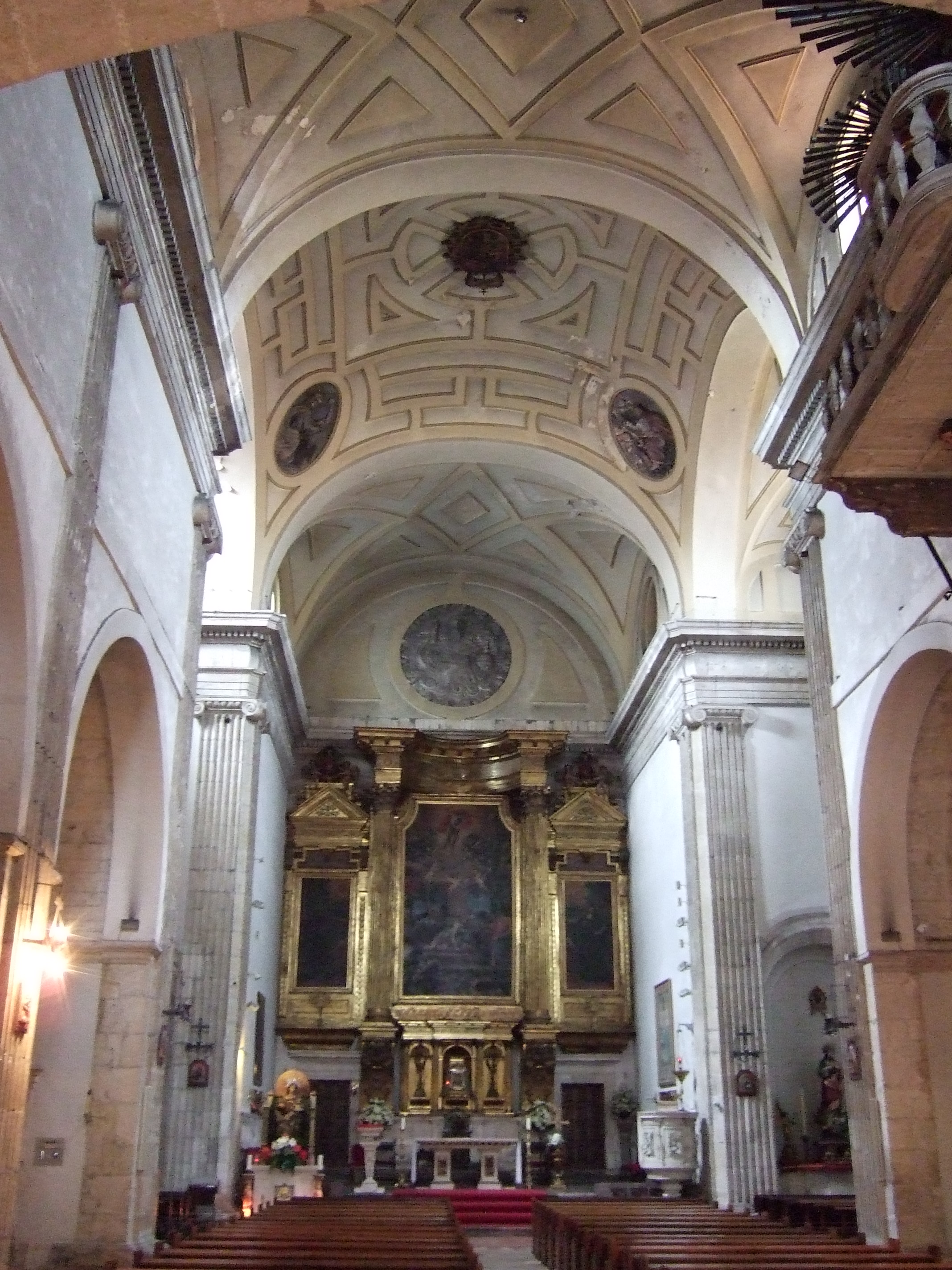
La chiesa del monastero, oggi parrocchia di Santa María la Real

Alla fine del XIX secolo lo storico Ciriaco Miguel Vigil fu il primo studioso a sostenere che il documento del 781 fosse in realtà una copia non autorizzata del XII secolo.
Fromestano, in questo documento descrive la fondazione del monastero:
Io, Frómista [Fromestano], abate degli ultimi venti anni, insieme a mio nipote Massimo il Monaco, ci stabilimmo in questo luogo, abbandonato e disabitato, e fondammo una basilica in onore di san Vinvenzo, diacono e martire di Cristo.
Trasformata la chiesa in monastero, il primo abate fu Oveco, documentato tra il 969 e il 978, e il primo riferimento che menziona l'obbedienza alla regola benedettina è datato al 1042.
Grazie al sostegno finanziario della Casa reale e della nobiltà asturiana, il convento fu molto rimaneggiato nei secoli XI e XII e da quel momento esso fu sottomesso all'autorità del vescovo di Oviedo e quindi collegato alla cattedrale del Santo Salvatore.
I monastero subì poi numerose altre trasformazioni, tali che gli elementi originari del suo stile andarono perduti.
Il complesso si espanse durante il secolo XVII in forma di L, collegandosi attraverso l'Arco di San Vicente, sopra la via omonima, all'edificio principale oggi occupato dalla facoltà di Psicologia dell'Università di Oviedo. La piazza ove ha sede questa facoltà è dedicata a frate Benito Jerónimo Feijoo e contiene una statua a lui dedicata, opera dello scultore 
Gerardo Zaragoza. Il frate, poliglotta, saggista e teologo, risiedette per cinquantacinque anni in una cella del Monastero, di cui fu abate per più di trent'anni.
Fino alla sua dissoluzione, avvenuta nel 1836, il Monastero era considerato il cenobio più ricco e influente delle Asturie. Nel 1962 fu dichiarato ufficialmente Monumento storico artistico.
Oggigiorno la chiesa di San Vicente, unica parte del monastero ancora appartenente alla Chiesa, è diventata parrocchia di Santa María la Real de la Corte.

## Descrizione
Lo stile dell'edificio è romanico, rielaborato nei secolo XI e XII. Il suo chiostro è ufficialmente un Monumento storico d'interesse nazionale e dal 1952 ospita il Museo archeologico delle Asturie.